# ۱۲۴۲ (قمری)
۱۲۴۲ (قمری)، هزار و دویست و چهل و دومین سال در گاهشماری هجری قمری است. اول محرم این سال برابر با پنجم اوت سال ۱۸۲۶ میلادی است.